# Väinö Muinonen

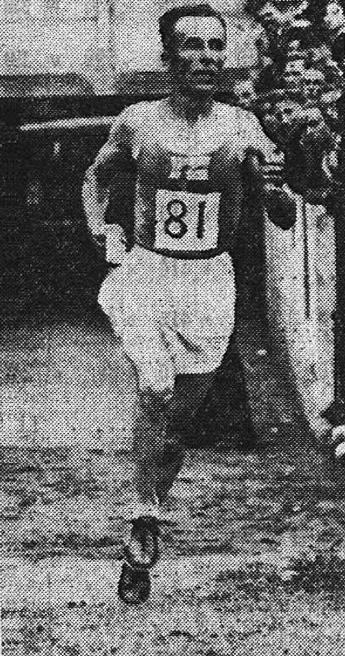
Viktor Väinö Muinonen beim Einlauf in das Stadion bei den Europameisterschaften 1938

Viktor Väinö Muinonen (* 30. Dezember 1898 in Lappeenranta; † 10. Juni 1978 in Imatra) war ein finnischer Marathonläufer.
Dem 1,67 m großen und in seiner Wettkampfzeit 54 kg schweren Läufer gelang Mitte der 1930er Jahre der Anschluss an die Weltspitze. Bei den Olympischen Spielen 1936 in Berlin wurde Väinö Muinonen in 2:33:46 Stunden Fünfter, wobei er zwei Minuten Rückstand auf die Bronzemedaille hatte. 1938 in Paris bei den Europameisterschaften konnte er den Titel für Finnland verteidigen, den vier Jahre zuvor Armas Toivonen gewonnen hatte. In 2:37:38,8 Stunden hatte er anderthalb Minuten Vorsprung auf den Briten Squire Yarrow.
Nach dem Zweiten Weltkrieg wollte Muinonen bei den Europameisterschaften 1946 in Oslo seinen Titel verteidigen. Im Alter von 47 Jahren lief er mit 2:26:08 Stunden deutlich schneller als vor dem Krieg. Trotzdem unterlag er mit über einer Minute Rückstand seinem Landsmann Mikko Hietanen, der dritter finnischer Marathoneuropameister in Folge wurde. Muinonen, der 1937 und 1940 finnischer Meister im Marathon geworden war, lief 1949 mit über 50 Jahren noch einmal 2:36:23 Stunden über die Marathonstrecke.